# Linia Kármána

Warstwy atmosfery (bez zachowania skali)

Linia Kármána – umowna granica pomiędzy atmosferą Ziemi i przestrzenią kosmiczną przebiegająca na wysokości 100 km (328 084 stóp) n.p.m. Powyższa definicja została przyjęta przez Międzynarodową Federację Lotniczą (FAI), która zajmuje się m.in. ustalaniem norm w aeronautyce i astronautyce.

## Kármán i linia FAI
Linia nazwana została nazwiskiem Theodore'a von Kármána, amerykańskiego inżyniera i fizyka pochodzenia węgierskiego, który był zainteresowany głównie aeronautyką. Kármán starał się obliczyć granicę powyżej której atmosfera Ziemi staje się zbyt rozrzedzona by mogła występować siła nośna. W rzeczywistości podał on jednak liczbę 275 000 ft (83,82 km). Zgadza się to z obecnymi wyliczenia granicy między mezosferą i termosferą (czyli położenie mezopauzy ok. 80-90 km).
Nie jest jasne, dlaczego FAI wybrało inną wartość mimo nazwania jej nazwiskiem Kármána. Andrew G. Haley (amerykański prawnik zajmujący się kosmosem) sugerował, że linia 100 km została ustalona przez delegatów FAI z USA i ZSRR.
Na wysokości ok. 100 km znajduje się natomiast granica między homosferą i heterosferą, czyli homopauza. W homosferze skład chemiczny gazów (azot, tlen itp) jest stosunkowo jednolity, a w heterosferze mieszanie jest słabe, przez co skład jest zmienny i zależny od wysokości (w dolnych warstwach heterosfery zalegają cięższe cząsteczki).

## Definicja sił zbrojnych USA
Chociaż oficjalnie Stany Zjednoczone nie definiują własnej „granicy Kosmosu”, definicja astronauty, używana do dzisiaj przez Siły Zbrojne USA, opisuje osobę, która poleciała powyżej 50 mil (ok. 80,5 km) n.p.m. Jest to wartość bliska granicy pomiędzy mezosferą i termosferą.
Ta definicja była w pewnym sensie kontrowersyjna ze względu na różnice poglądów co do tej granicy pomiędzy Siłami Zbrojnymi USA i NASA, która jej nie uznaje. W roku 2005 trzech pilotów (w tym dwóch pośmiertnie), którzy w trakcie lotów X-15 w latach 60. XX wieku pracowali dla NASA, zostało uhonorowanych odznaczeniami astronautów za ich lot na wysokości powyżej 50 mil, ponieważ w tamtym czasie nie zostali uznani przez tę agencję za astronautów.